# Harvey Barnes
Harvey Lewis Barnes (Bunrley, 9 de dezembro de 1997) é um futebolista inglês que atua como ponta-esquerda. Atualmente joga no Newcastle.

## Vida pessoal
Descendente de escoceses, Barnes nasceu em Burnley, Lancashire,[carece de fontes?] e foi criado na escola secundária de Countesthorpe, em Leicestershire. É filho do ex-jogador Paul Barnes.

## Carreira

### Leicester City

#### Categorias de base
Barnes surgiu na academia do Leicester City, onde ingressou aos nove anos. Assinou o seu primeiro contrato profissional com o clube em 25 de junho de 2016.

### Barnsley
Em 11 de agosto de 2017, Barnes se juntou ao Barnsley por um empréstimo de uma temporada. No dia seguinte, ele fez sua estreia pelo clube, na derrota em casa por 2–1 para o Ipswich Town. Ele marcou seu primeiro gol pelo Barnsley contra o Sunderland em 26 de agosto de 2017.

### Retorno ao Leicester City
Em 11 de janeiro de 2019, Barnes retornou ao seu clube de origem. Ele marcou seu primeiro gol pelo Leicester em 20 de abril, no empate por 2 a 2 com o West Ham United. Em junho, ele assinou um novo contrato de cinco anos. Em 24 de agosto de 2019, Barnes marcou um gol contra o Sheffield United que foi mais tarde eleito o Gol do Mês da Premier League.

## Carreira internacional
Em 28 de setembro de 2017, Barnes foi convocado para a seleção sub-20 da Inglaterra.
Em 27 de maio de 2019, Barnes foi incluído na lista de 23 jogadores da Inglaterra para o Campeonato Europeu Sub-21 de 2019.
Em 1 de outubro de 2020, Barnes foi convocado para o time principal da Inglaterra pela primeira vez. Ele fez sua estreia entrando aos 76 minutos, na vitória por 3-0 sobre o País de Gales.

## Prêmios
Inglaterra Sub-18
- Torneio de Toulon: 2017[19]

Leicester City
- Copa da Inglaterra: 2020–21[20]
- Supercopa da Inglaterra: 2021[carece de fontes?]

Individuais
- Jogador do ano do time de desenvolvimento do Leicester City[21]
- Gol do mês da Premier League: agosto de 2019[22]